# Who Else!
Who Else! es el séptimo álbum de estudio del guitarrista británico Jeff Beck, publicado por Epic Records en 1999. Se trata del primer álbum de estudio de Beck en diez años, luego del lanzamiento de Jeff Beck's Guitar Shop en 1989.

## Lista de canciones
| N.º | Título                 | Duración |  |
| 1.  | «What Mama Said»       | 3:22     |  |
| 2.  | «Psycho Sam»           | 4:55     |  |
| 3.  | «Brush with the Blues» | 6:24     |  |
| 4.  | «Blast from the East»  | 4:46     |  |
| 5.  | «Space for the Papa»   | 7:41     |  |
| 6.  | «Angel (Footsteps)»    | 6:30     |  |
| 7.  | «THX138»               | 6:15     |  |
| 8.  | «Hip-Notica»           | 4:40     |  |
| 9.  | «Even Odds»            | 3:29     |  |
| 10. | «Declan»               | 4:02     |  |
| 11. | «Another Place»        | 1:48     |  |

## Créditos
- Jeff Beck – guitarra
- Jennifer Batten - guitarra, sintetizador
- Mark John – guitarra
- Tony Hymas – teclados
- Jan Hammer – teclados, batería
- Simon Wallace – sintetizador
- Steve Alexander – batería
- Manu Katché – batería, percusión
- Randy Hope-Taylor – bajo
- Pino Palladino – bajo
- Bob Loveday – violín
- Clive Bell – flauta